# Hartmut Schäfer
Hartmut Schäfer (* 2. Januar 1943 in Eschwege; † 2021) war ein deutscher Mittelalterarchäologe und Kunsthistoriker.
Schäfer studierte an den Universitäten Göttingen, München und Istanbul. 1970 wurde er in Göttingen mit einer Arbeit zur Gül Camii, einer byzantinischen Kirche in Konstantinopel, promoviert. Anschließend war er Stipendiat am Zentralinstitut für Kunstgeschichte in München sowie 1971/72 Reisestipendiat des Deutschen Archäologischen Instituts. Nach kurzer Tätigkeit am Bayerischen Landesamt für Denkmalpflege in München war er ab dem 1. Januar 1974 beim Landesdenkmalamt Baden-Württemberg in der Mittelalterarchäologie tätig. Von 1987 bis zur Pensionierung am 31. Januar 2008 war er Leiter des Referates Archäologie des Mittelalters. Er war an zahlreichen Ausgrabungen und Bauuntersuchungen in Baden-Württemberg beteiligt.

## Veröffentlichungen (Auswahl)
- Die Gül Camii in Istanbul. Ein Beitrag zur mittelbyzantinischen Kirchenarchitektur Konstantinopels (= Istanbuler Mitteilungen Beihefte 7). Wasmuth, Tübingen 1973.
- Byzantinische Architektur (= Heyne-Stilkunde 9) Heyne, München 1978, ISBN 3-453-41209-5.
- Geschichte, Archäologie und Bauforschung in Esslingen (= Materialhefte zur Archäologie in Baden-Württemberg 64). Theiss, Stuttgart 2001, ISBN 3-8062-1684-3.
- Die Anfänge Stuttgarts. Vom Stutengarten zur württembergischen Residenz. Belser, Stuttgart 2012, ISBN 978-3-7630-2610-4.